# Brisbane International 2020
Brisbane International 2020 byl tenisový turnaj profesionálního ženského okruhu WTA Tour, hraný v areálu Queenslandského tenisového centra na otevřených dvorcích s tvrdým povrchem. Konal se na úvod sezóny mezi 6. až 12. lednem 2020 v brisbaneském Tennysonu jako dvanáctý ročník turnaje. Mužská polovina hraná v letech 2009–2019 byla zrušena a nahrazena premiérovým ročníkem ATP Cupu, mužské týmové soutěže.
Turnaj s rozpočtem 1 500 000 amerických dolarů byl součástí kategorie WTA Premier a představoval první událost Australian Open Series, s vrcholem v úvodním grandslamu roku Australian Open. Povrch celé australské série byl změněn z Plexicushion na Greenset Cushion.
Nejvýše nasazenou hráčkou ve dvouhře se stala světová jednička Ashleigh Bartyová z Austrálie, která prohrála ve druhém kole s kvalifikantkou Jennifer Bradyovou. Jako poslední přímá účastnice do singlové soutěže nastoupila 33. žena klasifikace Češka Barbora Strýcová.
Šestnáctý singlový titul na okruhu WTA Tour vybojovala 27letá Češka Karolína Plíšková, která poprvé v kariéře obhájila trofej a stala se první trojnásobnou šampionkou v Brisbane. Deblovou soutěž ovládl tchajwansko-český pár Sie Šu-wej a Barbora Strýcová, jehož členky získaly šestou společnou trofej.

## Rozdělení bodů a finančních odměn

### Rozdělení bodů
| Soutěž  | vítězky | finalistky | semifinalistky | čtvrtfinalistky | 16 v kole | 32 v kole | Q  | Q3 | Q2 | Q1 |
| ------- | ------- | ---------- | -------------- | --------------- | --------- | --------- | -- | -- | -- | -- |
| dvouhra | 470     | 305        | 185            | 100             | 55        | 1         | 25 | 18 | 13 | 1  |
| čtyřhra | 470     | 305        | 185            | 100             | 1         | —         | —  | —  | —  | —  |

### Finanční odměny
| Soutěž                           | vítězky   | finalistky | semifinalistky | čtvrtfinalistky | 16 v kole | 32 v kole | Q3      | Q2      | Q1      |
| -------------------------------- | --------- | ---------- | -------------- | --------------- | --------- | --------- | ------- | ------- | ------- |
| dvouhra                          | 266 000 $ | 142 000 $  | 75 050 $       | 40 600 $        | 22 050 $  | 12 000 $  | 6 500 $ | 3 400 $ | 1 900 $ |
| čtyřhra                          | 84 000 $  | 44 800 $   | 25 000 $       | 12 900 $        | 7 000 $   | —         | —       | —       | —       |
| ve čtyřhře uváděna částka na pár |           |            |                |                 |           |           |         |         |         |

## Ženská dvouhra

### Nasazení
| Stát                             | Hráčka            | WTA | Nasazení |
| -------------------------------- | ----------------- | --- | -------- |
| Austrálie                        | Ashleigh Bartyová | 1   | 1..      |
| Česko                            | Karolína Plíšková | 2.  | 2.       |
| Japonsko                         | Naomi Ósakaová    | 3.  | 3.       |
| Ukrajina                         | Elina Svitolinová | 6.  | 4.       |
| Česko                            | Petra Kvitová     | 7.  | 5.       |
| Nizozemsko                       | Kiki Bertensová   | 9.  | 6.       |
| Spojené království               | Johanna Kontaová  | 12. | 7.       |
| Spojené státy americké           | Madison Keysová   | 13. | 8.       |
| Žebříček WTA k 30. prosinci 2019 |                   |     |          |

### Jiné formy účasti
Následující hráčky obdržely divokou kartu do hlavní soutěže:
- Priscilla Honová[8]
- Maria Šarapovová[9]
- Samantha Stosurová[10]
- Ajla Tomljanovićová[10]

Následující hráčky postoupily z kvalifikace:
- Marie Bouzková
- Jennifer Bradyová
- Julia Putincevová
- Ljudmila Samsonovová

## Ženská čtyřhra

### Nasazení
| Stát                                                                                       | Hráčka             | Stát             | Hráčka           | WTA | Nasazení |
| ------------------------------------------------------------------------------------------ | ------------------ | ---------------- | ---------------- | --- | -------- |
| Čínská Tchaj-pej                                                                           | Sie Šu-wej         | Česko            | Barbora Strýcová | 5.  | 1.       |
| Spojené státy americké                                                                     | Nicole Melicharová | Čína             | Sü I-fan         | 28. | 2.       |
| Čínská Tchaj-pej                                                                           | Čan Chao-čching    | Čínská Tchaj-pej | Latisha Chan     | 30. | 3.       |
| Česko                                                                                      | Květa Peschkeová   | Nizozemsko       | Demi Schuursová  | 35. | 4.       |
| Žebříček WTA k 30. prosinci 2019; číslo je součtem žebříčkového postavení obou členek páru |                    |                  |                  |     |          |

### Jiné formy účasti
Následující pár obdržel divokou kartu:
- Priscilla Honová /  Storm Sandersová

### Odhlášení
v průběhu turnaje
- Kristina Mladenovicová (viróza)[6]

## Přehled finále

### Ženská dvouhra
- Karolína Plíšková vs.  Madison Keysová 6–4, 4–6, 7–5

### Ženská čtyřhra
- Sie Šu-wej /  Barbora Strýcová vs.  Ashleigh Bartyová /  Kiki Bertensová, 3–6, 7–6(9–7), [10–8]